# Lisle (New York)
Lisle è un comune degli Stati Uniti d'America, situato nello Stato di New York, nella contea di Broome.